# 紋帶擬花鮨
紋帶擬花鮨，又稱紋帶擬花鱸，為輻鰭魚綱鱸形目鱸亞目鮨科的其中一種，分布於紅海海域，棲息深度10-40公尺，體長可達13公分，棲息在珊瑚礁區，為底棲性魚類，屬肉食性，可作為觀賞魚。

## 擴展閱讀
維基物種上的相關：紋帶擬花鮨